# Зимбабве на Светском првенству у атлетици на отвореном 2017.
Зимбабве је учествовао на Светском првенству у атлетици на отвореном 2017. одржаном у Лондону од 4. до 13. августа шеснаести пут, односно учествовао је на свим првенствима до данас. Репрезентацију Зимбабвеа представљала су 5 атлетичара (3 мушкарца и 2 жене) који су се такмичили у 2 дисциплине (1 мушка и 1 женска).,
На овом првенству такмичари Зимбабвеа нису освојили ниједну медаљу али остварена четири најбоља резултата сезоне.

## Учесници
| Мушкарци: - Pardon Ndhlovu — Маратон - Милен Матенде — Маратон - Катберт Насанго — Маратон | Жене: - Рутендо Џоан Њахора — Маратон - Фортунате Чиџиво — Маратон |  |

## Резултати

### Мушкарци
| Атлетичар       | Дисциплина | Лични рекорд | Квалификације     | Квалификације     | Финале      | Финале        | Детаљи                                   |
| Атлетичар       | Дисциплина | Лични рекорд | Резултат          | Место             | Резултат    | Место         | Детаљи                                   |
| --------------- | ---------- | ------------ | ----------------- | ----------------- | ----------- | ------------- | ---------------------------------------- |
| Pardon Ndhlovu  | Маратон    | 2:16:52      |                   |                   | 2:18:37 ЛРС | 33 / 71 (100) | Архивирано на веб-сајту (14. април 2018) |
| Милен Матенде   | Маратон    | 2:18:23      | 2:21:52 ЛРС       | 47 / 71 (100)     |             |               | Архивирано на веб-сајту (14. април 2018) |
| Катберт Насанго | Маратон    | 2:09:52 НР   | Није завршио трку | Није завршио трку |             |               | Архивирано на веб-сајту (14. април 2018) |

### Жене
| Атлетичарка         | Дисциплина | Лични рекорд | Квалификације | Квалификације | Финале      | Финале       | Детаљи                                   |
| Атлетичарка         | Дисциплина | Лични рекорд | Резултат      | Место         | Резултат    | Место        | Детаљи                                   |
| ------------------- | ---------- | ------------ | ------------- | ------------- | ----------- | ------------ | ---------------------------------------- |
| Рутендо Џоан Њахора | Маратон    | 2:39:58      |               |               | 2:42:53 ЛРС | 47 / 78 (92) | Архивирано на веб-сајту (4. август 2018) |
| Фортунате Чиџиво    | Маратон    | 2:41:54      | 2:58:51 ЛРС   | 74 / 78 (92)  |             |              | Архивирано на веб-сајту (4. август 2018) |